# مومنة (طراح)
مومنة (بالفارسية: مومنه) هي منطقة سكنية تقع في إيران في قسم طراح الريفي.